# Motorway Traffic Management
Met Motorway Traffic Management (afkorting: MTM) wordt het verkeerssignaleringsysteem bedoeld waarbij met matrixborden boven de snelwegen een snelheid, pijl of kruis wordt aangegeven.
Het systeem is in de jaren 70 ontwikkeld vanuit de volgende 3 uitgangspunten:
1. Minder filestaartongevallen (verbeteren verkeersveiligheid)
2. Veiligstellen van ongevallen door een rijstrook af te kruisen (verbeteren verkeersveiligheid)
3. Minder borden langs de weg hoeven te plaatsen bij wegwerkzaamheden (beperken kosten onderhoud)

Vanaf de jaren 90 in de 20e eeuw is het systeem meer en meer gebruikt om de doorstroming te bevorderen. Het systeem levert bovendien met haar meetlussen in de weg gegevens aan het MoniCa-systeem. Denk daarbij aan gegevens als intensiteiten, snelheden en voertuigcategorieën. Deze gegevens worden gebruikt voor de file-informatie aan de weggebruiker.
Het MTM-systeem wordt bediend vanuit een verkeerscentrale, maar heeft ook autonome functies. Het lokale deel van het MTM-systeem is het wegkantsysteem voor signalering en monitoring. Dit bestaat weer uit detectoren zoals detectielussen, actuatoren zoals matrixborden en een wegkantstation.
De software die oorspronkelijk is geschreven in de jaren 70 heeft in de jaren 80 een renovatie ondergaan toen het geschikt werd gemaakt voor het IBM AIX platform. Sindsdien verkeert het tot de dag van vandaag in vrijwel de originele staat.

## Filestaartbeveiliging
Teneinde aanrijdingen aan de staart van files te voorkomen, is in MTM een waarschuwingssysteem geïntegreerd.
Wanneer op een bepaalde meetraai op één rijstrook het voortschrijdend gemiddelde van de snelheid onder een van tevoren ingestelde waarde (meestal 35 km/h) komt, dan treedt de Automatische Incident Detectie, of kortweg AID, in werking. Deze zorgt ervoor dat op het portaal behorende bij de meetraai een 50 met flashers wordt geplaatst Op het portaal stroomopwaarts een 70 met flashers. Dit is een volautomatisch en reactief systeem.
De 50 verdwijnt op het moment dat het voortschrijdend gemiddelde van de gemeten snelheden op alle rijstroken van een meetraai boven een vooraf ingestelde waarde komt (meestal 55 km/h). De standaard instelling op 35 en 55 km/h is gekozen om te voorkomen dat het voor de weggebruiker een flipperkast overkomt: snel opeenvolgend aan-uit-aan-uit moet omwille van de geloofwaardigheid van het systeem voorkomen worden.

## Veiligstellen bij incidenten
In het geval van een ongeval, kan direct na constatering handmatig op het eerste portaal stroomopwaarts een rood kruis worden geplaatst boven de af te zetten rijstro(o)k(en). Hiermee wordt de kans op aanrijdingen verkleind, en een veilige werkruimte geschapen voor hulpdiensten.

## Verkeersmaatregelen bij wegwerkzaamheden
Bij gepland onderhoud aan de weg was het vroeger gebruikelijk dat alle bebording handmatig moest worden geplaatst c.q. verwijderd naast de rijbaan. Een tijdrovende en weinig veilige klus. Met de invoering van MTM werd het mogelijk om van tevoren ingediende afzettingen snel boven de weg te krijgen.